# Indicatif régional 206

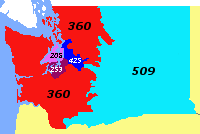
Carte de l'État de Washington avec les territoires de ses indicatifs régionaux. L'indicatif régional 206 est en rose.

L'indicatif régional 206 est l'un des indicatifs téléphoniques régionaux de l'État de Washington aux États-Unis. Cet indicatif dessert un petit territoire situé dans le centre-ouest de l'État. Plus précisément, l'indicatif dessert la ville de Seattle et certaines de ses banlieues ouest et nord.
La carte ci-contre indique en rose le territoire couvert par l'indicatif 206.
L'indicatif régional 206 fait partie du Plan de numérotation nord-américain.

## Principales villes desservies par l'indicatif
- Seattle
- Lake Forest Park
- Mercer Island
- Bainbridge Island
- Vashon Island
- Une portion des banlieues ouest et nord de Seattle de Des Moines à Woodway

## Source
- (en) Cet article est partiellement ou en totalité issu de l’article de Wikipédia en anglais intitulé « Area code 206 » (voir la liste des auteurs).